# Moko zwinny
Moko zwinny (Kerodon acrobata) – gatunek gryzonia z rodziny kawiowatych występujący Brazylii, na małym obszarze stanu Goiás i stanu Tocantins, na zachód od Espigão Mestre. Gatunek po raz pierwszy został opisany naukowo w 1997 roku. Stosunkowo mało wiadomo na temat liczebności, biologii i ekologii tych zwierząt. Według stanu na marzec 2016 gatunek znany był tylko z 16 okazów. Schwytane zwierzęta zamieszkiwały w skalistym terenie. Moko zwinny jest roślinożerny − żywi się kaktusami, maniokiem i liśćmi. Naukowcy opisywali zwierzę jako zwinne, o zdolnościach akrobatycznych.